# Radio Venezia
Radio Venezia è un'emittente radiofonica regionale con sede nel comune di  Venezia a Mestre in via Monte Nero 84. La radio è diretta da Giovanni Vindigni e trasmetteva in Veneto sulla frequenza FM 92.400 MHz e a Venezia sui locali 103.500 MHz fino al 6 febbraio 2023, quando ha ceduto le sue frequenze a Radio Bruno. Attualmente trasmette solo in streaming sul sito https://www.veneziaradiotv.it/radio-venezia/
Radio Venezia accompagna ogni giorno dal 1974 la comunicazione di migliaia di persone ed attività commerciali con una accurata selezione musicale che parte dai grandi successi musicali degli anni settanta fino a quelli di oggi. L’offerta si articola attraverso due proposte radiofoniche che accompagnano l’ascoltatore con un format ben riconoscibile lungo tutto l’arco della giornata: Radio Venezia La Radio che Balla e Radio Venezia Un Amore di Radio.

## Storia
La radio è nata nel 1974 a Venezia diventando popolare in Veneto grazie all'organizzazione di numerose feste ed alla partecipazione in eventi importanti come la festa del redentore, il carnevale di Venezia e la Regata Storica.
Attualmente è diretta da Giovanni Vindigni.